# PALPALワイド本気?ラジ!f
PALPALワイド本気?ラジ!f（パルパルワイドマジ?ラジ!エフ）は2011年4月4日から同年9月29日、まで放送された、南海放送ラジオの昼の生ワイド番組である。PALPALワイド 本気?ラジ!の後番組にあたる。後番組は『大盛り　特盛り　「ゴゴモリ!!」』である。

## プレゼンター
- 高木春菜（南海放送アナウンサー。前番組より続投。月曜日担当）
- 宮嶋那帆（南海放送アナウンサー。火曜日担当）
- 宮崎ユウ（水曜日担当）
- やのひろみ（前番組より続投。木曜日担当）